# Света Марина (Солун)
Вижте пояснителната страница за други значения на Света Марина.
„Света Марина“ (на гръцки: Αγίας Μαρίνας) е православна църква в македонския град Солун, Гърция, енорийски храм на Солунската епархия на Вселенската патриаршия, под управлението на Църквата на Гърция.
Храмът е разположен в квартала Ано Тумба, на едноименния площад „Агия Марина“. В архитектурно отношение представлява трикорабна базилика с купол. Първият храм, посветен на Света Марина, е построен от заселилите се тук в 1922 година малоазийски бежанци и е открит на 5 юни 1927 година от митрополит Генадий Солунски. С нарастването на населението, църквата вече не може да отговаря на нуждите на енориашите и е решено да се изгради нов храм. Основният камък на новата църква е положен на 11 април 1971 година от митрополит Леонид Солунски и тя е открита на 20 септември 1987 година от Пантелеймон II Солунски.
В храма има икона на Света Богородица Парамитийска, дарена от Ватопедския манастир на 31 март 2006 година, както и мощи на Светите Безсребреници, черепа на Света Елена Понтийска, донесен в храма от митрополит Константин Серски. В сутерена на храма е параклисът Света Елена Синопска и културен център. Параклис на църквата е и храмът „Свети Георги“ на Околовръстния път на Солун.